# Boris Binkovski
Boris Binkovski (rojen kot Boris Edward Binkowski), nemško-slovenski nogometaš, * 25. november 1944, Finow, Tretji rajh, † 28. oktober 2021.
Binkovski je bil profesionalni nogometaš, ki je igral na položaju vezista. V svoji karieri je igral za slovenske klube Triglav Kranj, Kladivar, Maribor in Mura, avstrijska Wacker Innsbruck in LASK Linz ter nizozemski FC Antwerp. Za Maribor je skupno odigral 182 tekem v vseh tekmovanjih in dosegel 30 golov.
Tudi njegov sin Peter je bil nogometaš.